# Akustische Gitarre
Als akustische Gitarre wird umgangssprachlich eine Gitarre bezeichnet, bei der die Tonverstärkung im Gegensatz zur elektrischen Gitarre (E-Gitarre) allein mechanisch erfolgt. Die Töne entstehen durch Auslösen der Saitenschwingungen durch die „Anschlagshand“ mittels Zupfen mit dem Daumen und den Fingern oder unter Verwendung eines Plektrums sowie mit den Fingern der „Greifhand“ durch Abzugs- und Aufschlagsbindungen. Die Schwingungen der Saiten werden über den Steg auf die Decke und den Korpus übertragen und dadurch verstärkt, wobei der dabei erzielte Lautstärkezuwachs und dessen Klangbild von der Konstruktion des Instruments, den verwendeten Materialien und der individuellen Spieltechnik beeinflusst wird.

## Begriffsklärung
Die Bezeichnung akustische Gitarre dient allgemein der Abgrenzung zu elektrischen Gitarren, während das Kompositum Akustikgitarre auch explizit auf akustische Gitarren mit Stahlsaiten verweisen kann und somit zur Abgrenzung von Gitarren mit Darm- oder Nylonsaiten verwendet wird. Diese werden ihrerseits als Spanische Gitarre (englisch Spanish guitar), Klassische Gitarre oder nach dem speziellen Kontext ihrer Verwendung auch als Konzertgitarre beziehungsweise Flamencogitarre bezeichnet. Auch für Gitarren mit Stahlsaiten sind differenzierende Bezeichnungen, wie Folk-, Western- und Jazzgitarre (Archtop) üblich, die zusätzlich zur Verwendung im Rahmen bestimmter musikalischer Stilistiken (Folkmusik, Country bzw. Country & Western, Jazz) implizit auch auf konstruktionstechnische Unterschiede, oder wie bei den umgangssprachlichen Bezeichnungen Plektrum- oder Schlaggitarre auf die Spieltechnik hinweisen.
Bei halbakustischen Gitarren handelt es sich um elektroakustische Halbresonanzgitarren, also um E-Gitarren mit einem meist flachen Resonanzkorpus, der jedoch nicht primär der Tonverstärkung dient, sondern die Klangfarbe der Instrumente beeinflussen soll.

## Konzertgitarre

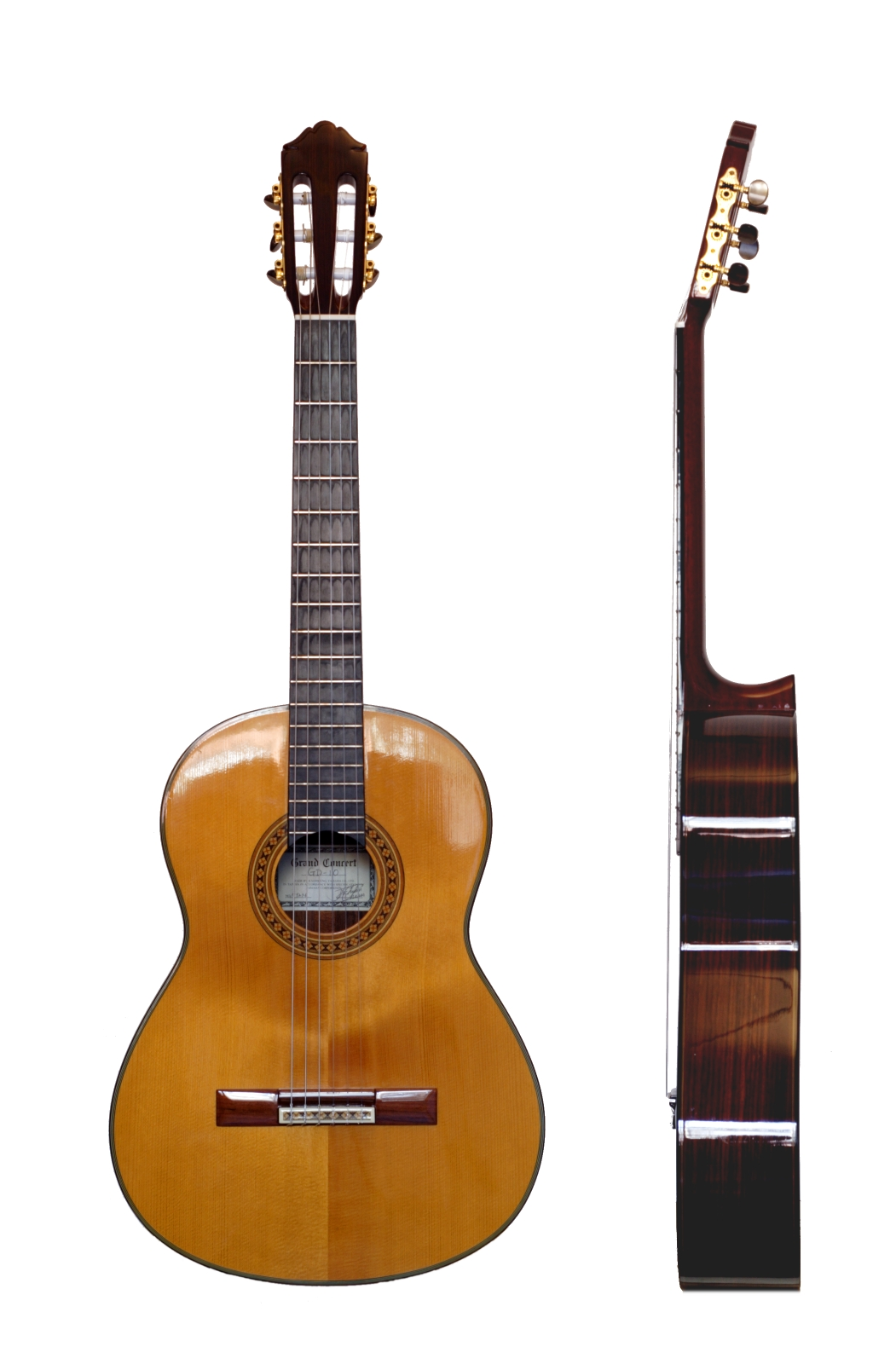
Konzertgitarre

### Geschichte der Konzertgitarre
Ende des 18. Jahrhunderts wandelte sich die (vier- bis) fünfchörige Barockgitarre bzw. Spanische Gitarre, wie sie etwa von Antonio Stradivari (zum Beispiel 1688 in Cremona) gebaut wurde, zur sechssaitigen (und einchörigen) Gitarre des 19. Jahrhunderts. Der Gitarrist Francisco Tárrega (1852–1909) beschritt in Spanien mit seinen bis heute üblichen Griff- und Anschlagtechniken neue Wege. Zur gleichen Zeit vervollkommnete der Gitarrenbauer Antonio de Torres (1817–1892) die Gitarre in Form und Abmessungen, Anordnung der (fächerförmigen) Decken-Verleistung und mechanischen Details. Die Torres-Gitarre aus dem 19. Jahrhundert ist bis heute die Grundlage einer jeden klassischen Konzertgitarre geblieben.
Weiterentwicklungen entstanden auch noch in den ersten Jahrzehnten des 20. Jahrhunderts u. a. in der Zusammenarbeit zwischen den Gitarrenvirtuosen Miguel Llobet (1878–1938) und Andrés Segovia (1893–1987) mit den Gitarrenbauern Manuel Ramírez (1864–1916) und Hermann Hauser I (1882–1952). Bedeutende Gitarrenbauer des 20. Jahrhunderts sind auch die Spanier Santos Hernandez (1870–1942), Domingo Esteso (1884–1937), Ignacio Fleta (1897–1977), Marcelo Barbero (1904–1956) und José Ramirez III (1922–1995), die deutschen Gitarrenbauer Hermann Hauser II  (1911–1988) und Richard Jacob „Weißgerber“ (1877–1960) sowie der Franzose Robert Bouchet (1898–1986).

### Bauform und Stimmung
Die Konzertgitarre hat im Vergleich zur Westerngitarre und zur E-Gitarre ein breiteres Griffbrett, das Normalmaß am Sattel beträgt 52 mm bei einer Standardmensur von 65 cm. Für kleinere Gitarristen und als Schülergitarre werden kleinere Bauformen angeboten, deren Größe in Bruchteilen einer Standardgitarre angegeben wird (z. B. 3/4-Gitarre mit Mensurlängen von 595 bis 614 mm, 1/2-Gitarre mit Mensurlängen von 530 bis 547 mm, 1/4-Gitarre mit Mensurlängen von 472 bis 487 mm). Mensurlänge und Korpusgröße werden im Maßstab verkleinert, während die Saitenabstände nicht im gleichen Maßstab abnehmen. Gitarren mit kleineren Mensuren werden auch als Oktav-, Terz-, Quintgitarre usw. bezeichnet. Auch Kindergitarren besitzen kleinere Mensuren.

Chladni-Figuren beim Gitarrenbau

Im Gegensatz zu einfachsten Instrumenten, bei denen auch Sperrholz und laminierte Hölzer verbaut werden, wird der Korpus einer hochwertigen Konzertgitarre in der Regel aus massivem Hartholz für Zargen und Boden hergestellt. Früher war vor allem Rio-Palisander für die Böden und Zargen gefragt. Heute werden verschiedene Mahagoniarten, Ovangkol, Ostindischer Palisander (Dalbergia latifolia) aber auch heimische Hölzer wie Ahorn oder Kirsche für den Bau von Boden und Zargen verwendet.
Von besonderer Bedeutung für den Klang sind das Material und die Qualität der meist mit einem (mit einer Rosette verzierten) Schallloch versehenen Decke (Holzplatte, die den Saiten zugewandt ist). Diese wird überwiegend aus Red Cedar (einer Thuja-Art) oder Fichtenholz hergestellt, in Nordamerika ist dies vor allem Holz der Sitka-Fichte, Engelmann-Fichte oder Adirondack-Fichte. Die Bedeutung der Decke für die Klangqualität erkannte bereits Torres in der Mitte des 19. Jahrhunderts, der eine Gitarre mit Fichtendecken und einem Korpus aus Pappmaché baute. Der Hals besteht meist aus Cedro, Ahorn oder Mahagoni, das Griffbrett aus Ebenholz oder Palisander.
In Handarbeit hergestellte hochwertige Konzertgitarren werden oftmals mit einem Schellack-Harz-Gemisch auf Spiritusbasis handpoliert. „Schellack“, wie das Gemisch oft vereinfachend genannt wird, hat den Vorteil, dass er jederzeit wieder auf Hochglanz poliert werden kann und kleine Kratzer dadurch wieder verschwinden. Vor allem aber stellt er den dünnstmöglichen Oberflächenschutz für das Holz dar, ermöglicht der Decke also weitgehend ungehindertes Schwingen. Allerdings verlangt Schellack eine konsequente Pflege und Nachpolitur, daher sind Lackierungen mit unempfindlicheren Nitrolacken auch bei hochwertigen Instrumenten üblich.
Die Gitarrensaiten sind auf der Bassseite (D-, A- und E-Saite, gelegentlich auch die g-Saite) aus Nylonseide und mit Kupfer- oder Silberdraht umsponnen, auf der Diskantseite aus homogenem Nylon. Seit einiger Zeit wird auch Polyvinylidenfluorid (PVDF) benutzt (sog. Carbonsaiten). Das Material weist eine höhere Dichte auf als Nylon, die Saiten sind daher bei gleicher Tonhöhe etwas dünner, was sich insbesondere bei schnellen Anschlagsimpulsen und Tonhöhenmodulationen positiv auswirken kann. Historische Gitarren werden zuweilen noch mit Darmsaiten gespielt, die heutzutage aus Schafsdarm hergestellt werden.
Die ersten Konzertgitarren von heutiger Größe und Bauart finden sich ab Mitte des 19. Jahrhunderts in Spanien. Der Hals wird bei diesen Instrumenten nicht mehr, wie heute noch bei Streichinstrumenten üblich, nach der Fertigstellung des Schallkörpers eingeschoben. Die wohl wichtigsten Gitarrenbauer jener Epoche waren Antonio de Torres und Gaetano Guadagnini, ein Verwandter des bekannten Geigenbauers. In Deutschland wurde die Bauart nach Torres maßgeblich von Hermann Hauser (I) umgesetzt und verbreitet.
Neben den 6-saitigen Gitarren werden auch Gitarren mit sieben oder mehr Saiten hergestellt. Bekanntheit erlangte eine auf Anregung des spanischen Gitarristen Narciso Yepes entwickelte zehnsaitige Gitarre, bei der weniger die Erweiterung des Tonumfangs, sondern ein ausgeglicheneres Resonanzverhalten des Instruments im Vordergrund stand.

## Flamencogitarre

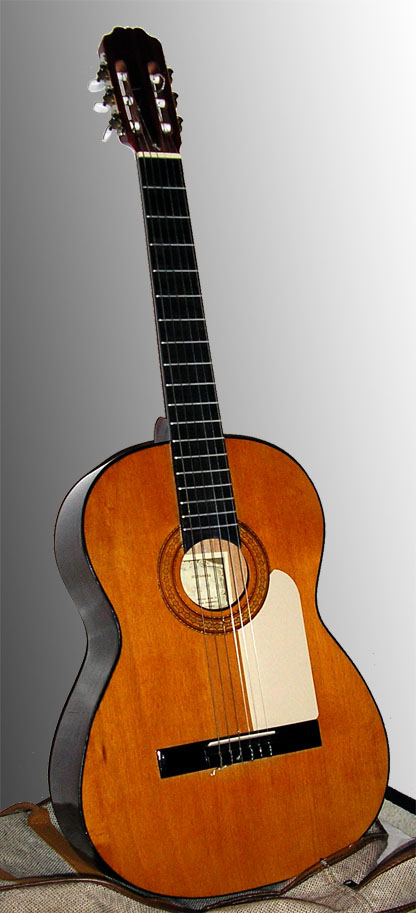
Flamencogitarre

Die beim Flamenco verwendete Flamencogitarre ging aus den aus heimischen Hölzern gebauten guitarras de tablao, wie sie im Café cantante anzutreffen waren, hervor und ist der von Antonio Torres entwickelten, mit oft anderer Deckenkonstruktion (Verbalkung mit Fichten- oder Zederleisten) gebauten Konzertgitarre ähnlich, weswegen zum Flamencospiel auch eine klassische Gitarre verwendet werden kann. Unterschiede sind:
- Je nach Spielweise (begleitend/konzertant) bzw. Wunsch des Gitarristen eine niedrigere Saitenlage am (Ebenholz-)Griffbrett (bzw. am Steg).[5] Die dadurch entstehenden perkussiven Nebengeräusche („Schnarren“ oder Anschlagen der Saiten auf den Bünden) sind eine charakteristische Eigenschaft des Klanges von Flamencogitarren.
- Der Boden und die Zarge sind traditionell (bei der guitarra blanca) aus leichtem spanischen oder marokkanischen Zypressenholz (vor allem von der Mittelmeer-Zypresse aus Spanien),[6] aber auch Holz von Ahorn oder Walnuss[7] oder Pinie[8] werden verwendet.[9] Bei Instrumenten für solistische Stücke verbaut man (bei der guitarra negra) häufig Zargen und Böden aus Palisander (palo santo aus ostindischem, von Dalbergia latifolia, oder Rio-Palisander, von Dalbergia nigra[9]). Solche Gitarren nähern sich klanglich der Konzertgitarre.

- Die Decke besteht hingegen wie bei der klassischen Gitarre aus meist von der Gemeinen Fichte (Picea abies, Picea excelsa, Europäische Fichte) stammendem Fichtenholz (spanisch pinapete). Es kommen jedoch auch Sitka (Picea sitchensis), Engelmann-Fichte (Picea engelmannii), Adirondack (Picea rubens), andere Picea-Arten und Douglasie (Pseudotsuga menziesii) in Betracht. Die Resonanzdecke der Flamencogitarre wird aber auch aus vom Riesen-Lebensbaum (Thuja plicata, Thuja gigantea, „Rot-Zeder“, „kanadische Zeder“) oder anderen „Zedern“ (spanisch cedro; gemeint sind meist bestimmte Zypressengewächse) stammendem Holz gefertigt. Das Zedernholz soll etwas hölzerner bzw. „nasaler“ klingen und eine kürzere Lebensdauer als das als brillanter und kräftiger im Ton geltende Fichtenholz haben.[5][10]
- Dünnere Wandstärken von Decke, Boden und Zargen.
- Etwas (etwa ein, manchmal auch zwei bis drei Zentimeter) geringere Höhe der Zargen
- Der Hals von Flamencogitarren wird typischerweise aus „Zigarrenschachtelholz“ von der Honduras-Zeder (Westindische Zedrele, Cedrela odorata) gefertigt.[9]
- Die übliche Ausstattung mit einem Deckenschoner (Golpeador). Der Golpeador besteht aus einer durchsichtigen oder opaken, harten Kunststofffolie, die auf die Decke ober- und unterhalb des Schalllochs aufgeklebt wird, um Beschädigung durch die flamenco-typische Schlagtechnik Golpe zu vermeiden.

Bei der Flamencogitarre werden anstelle einer Stimmmechanik (clavijero) häufig Holzwirbel (clavijas) verwendet. Diesen und der damit verbundenen schwingfreudigeren Kopfplatte wird eine positive Beeinflussung von Obertönen zugeschrieben, was jedoch nicht belegt ist.
Bei der Wahl des Holzes für den Korpus (caja) der Flamencogitarre spielt die Nutzung der Gitarre eine Rolle. Für Tanzbegleitung wird ein perkussives Instrument gewünscht, das sich deutlich vom Klang anderer Instrumente abhebt.
Insgesamt wird durch die Bauweise ein Klang erzielt, der perkussiver und schärfer ist als bei einer Konzertgitarre. Ansprache (bedingt durch die leichte Bauweise) und Lautstärke (vor allem in den mittleren Frequenzen) sind deutlich besser, dafür entsteht ein umso kürzeres Sustain (mit sehr kurzer Pegelanstiegszeit und sehr kurzer Abklingzeit)– im Flamenco ein Vorteil. Typisch für die Spielpraxis der Flamenco-Gitarre ist der Anschlag mit Nagel und Fingerkuppe nahe dem Steg, wodurch ein brillanter und trockener Ton erzeugt wird. Häufig wird (wohl seit dem Ende des 19. Jahrhunderts) ein meist auf dem 2., 3. oder 4. Bund angebrachter Kapodaster (cejilla) benutzt. Er wird verwendet, um sich an die Stimmlage der Sänger anzupassen und um bestimmte Klangfarben zu erzielen. Beim Solospiel wird er seltener benutzt, um die Klangmöglichkeiten der Gitarre besser ausschöpfen zu können.
| Bezeichnung (spanisch) | Bezeichnung (deutsch) | Hand | Finger              | Kategorie         | Bemerkungen |
| --- | --------------------- | ---- | ------------------- | ----------------- | --- |
| abanico | wörtl. „Fächer“       | AH   | p+Finger            | rasgueado         | (auch: ventilador) mit Daumenaufschlag eingeleitetes ternäres Rasgueado (tresillo) mit starker Unterarm-Rotation |
| acaballado | –                     | AH   | z. B. p-q-i         | rasgueado         | (auch: caballito) rhythmisiertes Tresillo-Rasgueado (lang-kurz-kurz) |
| alzapúa | –                     | AH   | p                   | –                 | Plektrumartiger Daumenanschlag, alternierend mit Nagel und Kuppe |
| apagado | Dämpfen               | GH   | 4 oder 4+3          | apagar            | (auch: parado, descanso) Akkorddämpfung mit freien Fingern. Beim Parado werden die Saiten sofort nach dem Anschlag abgedämpft |
| armónico | Flageolettton         | GH   | –                   | punteado          | Das Spielen der Obertöne |
| arpegio | Akkordzerlegung       | AH   | p, p+i, p+im, p+ima | arpegio           | Ausführung auch mit p alleine oder p+i |
| arrastre | Akkordglissando       | AH   | a                   | arpegio           | Schnelles Abwärts-Arpegio mit einem Finger |
| ayudado | (geteilter Anschlag)  | AH   | p+Finger            | punteado, arpegio | (von ayudar, unterstützen), Anschläge des von anderen Fingern, meist dem Zeigerfinger, unterstützten Daumens. Die Bezeichnung entstammt der Terminologie des span. Stierkampfes und bezeichnet dort das Führen des roten Tuches (muleta) mit beiden Händen.                                         |
| bordonazo | –                     | AH   | p                   | percusión         | Schlag mit dem Daumen auf die Basssaiten |
| campanela | –                     | GH   | –                   | –                 | (übersetzt „kleine Glocke“, von campana, „Glocke“), Klangeffekt, bei dem Leersaiten mit Griffkombinationen auf tieferen Saiten, aber in höheren Grifflagen kombiniert werden, der bereits im 17. Jahrhundert von dem Komponisten Gaspar Sanz so genannt und eingesetzt wurde. Siehe auch Bariolage. |
| capirote | –                     | AH   | m, m+a, i           | percusión         | Akzentuiertes Rasgueado auf tiefen Saiten, bei dem der ausführende Finger zugleich oberhalb des Schalllochs einen Golpe ausführt |
| cuatrillo | –                     | AH   | imaq                | rasgueado         | Simultaner Rasgueado-Abschlag mit allen Fingern |
| dedillo | –                     | AH   | –                   | –                 | Plektrumartiger Anschlag mit nur einem Finger (alternierend mit Kuppen- und Nagelseite), als Spieltechnik bereits bei den spanischen Vihuelisten des 15. Jahrhunderts erwähnt, von diesen aber als unkünstlerisch stigmatisiert.                                                                    |
| glisando | –                     | GH   | –                   | –                 | Gleiten des Fingers entlang einer Saite |
| golpe | Perkussion            | AH   | a oder a+m          | percusión         | Klopfen mit dem Finger auf die Gitarrendecke, die daher bei Flamencogitarren mit einem Schlagschutz (Golpeador) versehen ist. |
| hoquilla | (geteilter Anschlag)  | AH   | p+i                 | punteado, arpegio | Komplementäre Daumen- und Zeigefingeranschläge |
| ligado | Bindung               | GH   | –                   | –                 | Aufschlag, Abzug („Abzieher“) |
| martilleo | –                     | AH   | ima, imaq           | rasgueado         | Akzentuiertes („gehämmertes“) Rasgueado, bei dem die Finger vor dem Anschlag mit Druck gegen den Daumen geführt werden |
| picado | Wechselschlag         | AH   | m-i                 | punteado          | Flam.: grundsätzlich apoyando |
| pulgar | hier: Daumenanschlag  | AH   | p                   | punteado          | Flam.: Ausführung von einstimmigen Passagen oder Akkordzerlegungen mit p, überwiegend apoyando |
| punteado | –                     | AH   | –                   | punteado          | Anschlag mit der Kuppenseite, in der Terminologie der Barockgitarre Oberbegriff für Zupftechniken zur Ausführung kontrapunktisch gestalteter Sätze |
| rasgueado | –                     | AH   | –                   | rasgueado         | (auch: rasgueo) Akkordanschlag, überwiegend mit der Nagelseite (Finger: aufwärts, Daumen: abwärts), einfach oder zusammengesetzt. In der Terminologie der Barockgitarre Oberbegriff für Schlagtechniken zur Ausführung homophoner Akkordpassagen.                                                   |
| redondo | –                     | AH   | p+Finger            | rasgueado         | (auch: Tremolo-Rasgueado), kontinuierliches Rasgueado, insbesondere unter Einbeziehung des Daumens |
| sorda | Dämpfen               | GH   | alle Finger         | apagar            | Greifhand dämpft alle Saiten, während Anschlagshand rhythmische Schlagmuster ausführt |
| tambora | –                     | AH   | p                   | percusión         | Perkussiver Akkordanschlag am Steg, mit der Kante des gestreckten Daumens ausgeführt |
| trémolo | Tonrepetition         | AH   | p+ima               | –                 | Flam.: p-i-a-m-i (quintolisch) |
| tresillo | Triolen-Rasgueado     | AH   | z. B. p-q-i         | rasgueado         | Alle gleichmäßigen, ternären Rasgueado-Formen |
| Volátil |                       | AH   | –                   | rasgueado         | „fliegendes rasgueado“ aus der ungestützten Hand mit vertikaler Auf- und Abbewegung des Unterarms |
| verwendete Kürzel: AH – Anschlagshand; p = Daumen i = Zeigefinger m = Mittelfinger a = Ringfinger q = Kleinfinger GH – Greifhand; 1 = Zeigefinger 2 = Mittelfinger 3 = Ringfinger 4 = Kleinfinger |                       |      |                     |                   | |

## Folk- und Westerngitarre

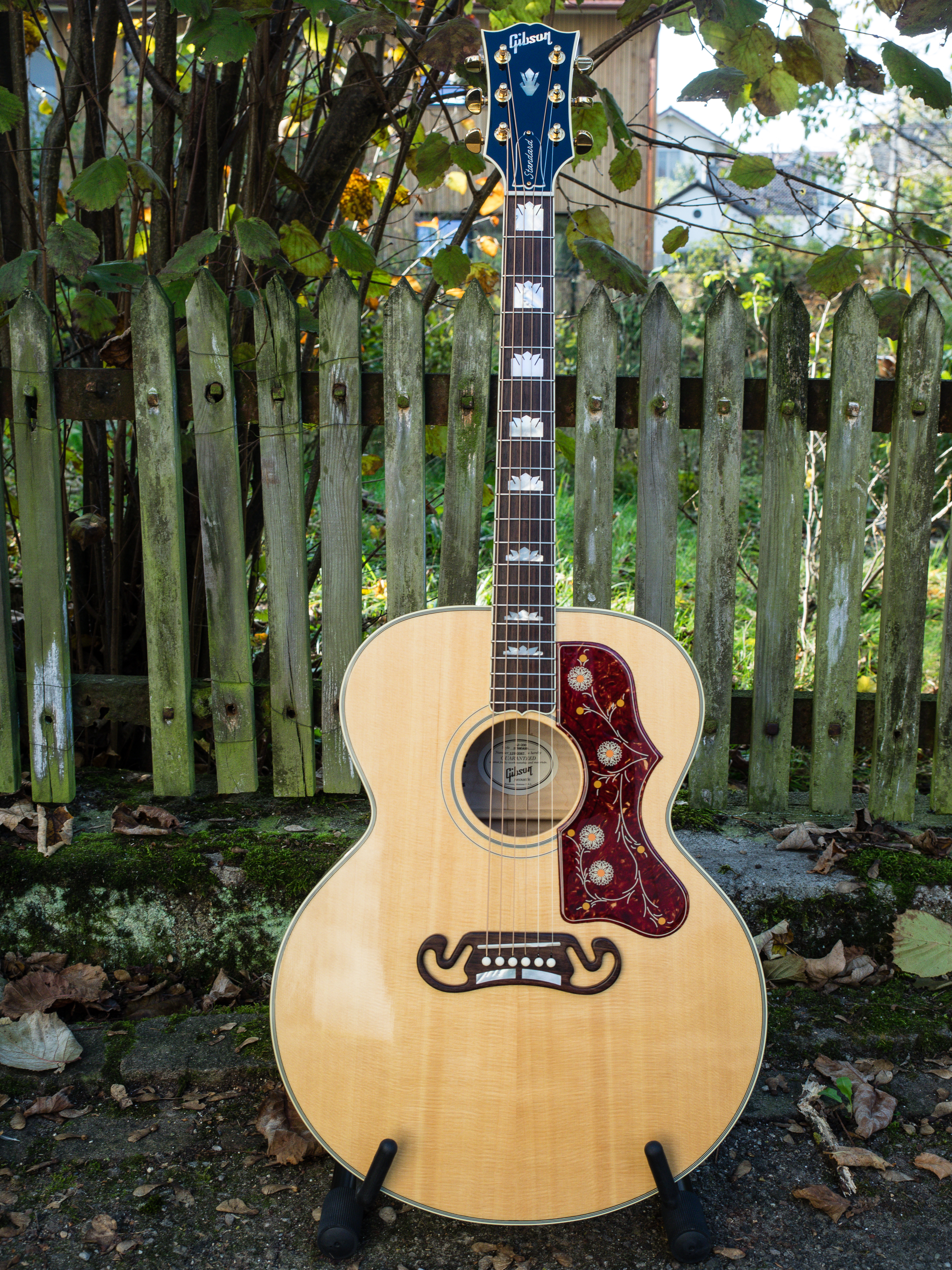
Westerngitarre Gibson SJ200 (Jumbo-Korpus)

### Geschichte der Folk- und Westerngitarre
Während Antonio de Torres die Entwicklung der Gitarre auf dem europäischen Kontinent als Konzertinstrument zur Reife führte, war es an Christian Friedrich Martin (1796–1873) und seiner Firma C.F. Martin, mit der Nutzung von X-Bracing die Entwicklung in Gang zu setzen, die letztlich die Folk- und Westerngitarre mit Stahlsaiten hervorbrachte. Ab 1916 produzierte Martin die ersten Dreadnought-Gitarren, über längere Zeit die größte Bauform für eine Gitarre. Ab dem Jahr 1929 wurden von C.F. Martin Gitarren produziert, deren Hals erst am vierzehnten Bund in den Korpus der Gitarre überging.
Bedeutende Konkurrenten von C.F. Martin wurden in den 1930er Jahren die Gibson Guitar Corporation und Epiphone. Eine der bahnbrechenden Entwicklungen der Firma Gibson war dabei der Einsatz von einstellbaren metallenen Spannstäben (truss rods), die versenkt in die Hälse der Instrumente eingebaut wurden. Damit wurde bereits die heute typische Bauform der Folk- und Westerngitarre mit X-Bracing, großem Korpus, truss rods und Stahlsaiten erreicht.

### Bau und Stimmung
Bei der Westerngitarre sind die Saiten im Kern aus Stahl; sie haben daher eine wesentlich höhere Spannung als Nylonsaiten. Der Hals ist ähnlich wie bei einer E-Gitarre meist schmal und enthält – wie bei fast allen Stahlsaitengitarren – häufig einen Halsspannstab, um den Zug der Stahlsaiten auszugleichen. Die Breite des Griffbretts am Sattel beträgt in der Regel zwischen 43 und 45 mm, bei einigen Herstellern auch 46 mm (Seagull). Eine Westerngitarre hat in der Regel 6 oder 12 Saiten (selten auch 7 oder 9). Der Korpus ist (als flattop im Gegensatz zu einer Archtop) flach und heute größer als bei der klassischen Gitarre. Man unterscheidet verschiedene Formen: Dreadnought, Jumbo, Grand Auditorium, Auditorium und Parlour. Das Griffbrett ist üblicherweise gewölbt.
Die Decke besteht meist aus Fichtenholz. Für Zarge und Boden werden verschiedene Hölzer eingesetzt; die gebräuchlichsten sind Mahagoni und Palisander. In höheren Preisklassen findet sich unter anderem Cocobolo, Ovangkol, Blackwood oder Koa. Einige Hersteller bieten allerdings auch Instrumente an, deren Korpus ganz oder zum Teil aus hochwertigen Verbundwerkstoffen besteht. Federführend in der Entwicklung dieser Bauweise war Charles Kaman, Gründer der Firma Ovation.
Die höheren Zugkräfte auf der Decke werden durch eine veränderte Decken- und Bodenverbalkung (englisch: Bracing) stabilisiert. Dabei findet das sogenannte X-Bracing oft Anwendung. Der Name resultiert aus der Form zweier sich direkt unterhalb des Schalllochs kreuzenden Stabilisierungsleisten. Die Erfindung dieses Beleistungssystems wird dem Gitarrenbauer Christian Friedrich Martin zugeschrieben, der im 19. Jahrhundert in die USA auswanderte und dort die „Martin Guitar Company“ gründete. Es wurde jedoch nahezu zeitgleich von anderen Gitarrenbauern deutscher Herkunft verwendet. Nach diesem Konstruktionsprinzip werden bis heute beinahe sämtliche Stahlsaitengitarren gebaut. Um die Ansprache des Instrumentes zu verbessern, wird oft auch das Scalloped X-Bracing verwendet. Hierbei werden die Leisten der Gitarrendecke an verschiedenen Stellen verjüngt, um bestimmte Resonanzen des Instrumentes zu verstärken oder abzuschwächen. Dieser Bearbeitungsvorgang sollte von einem erfahrenen Gitarrenbauer individuell durchgeführt werden. Scalloped Bracing ist daher vor allem bei qualitativ hochwertigen Instrumenten zu finden.
Zu den begehrtesten gegenwärtig erhältlichen Modellen im hochqualitativen Sektor und oberen Preissegment zählen die Westerngitarren von Martin, Gibson, Guild, Taylor (alle USA), Larrivée und Boucher (beide Kanada), Takamine (Japan), Furch Guitars (Tschechien), Lakewood (Deutschland), Lowden (Nordirland) sowie Maton (Australien). Die Folk-/Westerngitarre hat im Vergleich zur Konzertgitarre einen helleren Klang, der durch das Benutzen eines Plektrums (engl. Pick) noch brillanter ist. Um die Decke gegen Beschädigungen durch das Plektrum zu schützen, wird in der Regel ein Schlagschutz (Pickguard) unterhalb des Schalllochs angebracht.
Gelegentlich wird auch eine sechschörige Westerngitarre mit zwölf Saiten gespielt. Bei dieser Gitarre liegt neben den vier tiefsten Saiten (E, A, D und G) eine zweite, dünnere Saite, die um eine Oktave höher gestimmt ist; die beiden Diskantsaiten (H und E') sind doppelt vorhanden. Diese zusätzlichen Saiten ergeben einen volleren, hellen harmonischen Klang, durch leichte Verstimmung der Doppelsaiten gegeneinander kann auch ein Choruseffekt entstehen. Wegen der Doppelbespannung erfordert die 12-Saiten-Gitarre deutlich mehr Kraft in der Griffhand.
Heutzutage sind, aufbauend auf dem System der Firma Ovation viele Westerngitarren, aber auch Gitarren mit Nylonsaiten mit einem Tonabnehmer (häufig ein im Steg eingebauter Piezo-Tonabnehmer), Vorverstärker mit Klangregelung und einem Verstärkeranschluss ausgerüstet.
Zwischen Konzertgitarre und Westerngitarre steht die meistens mit Stahlsaiten versehene, aus der Wandervogel-Bewegung stammende, robust gebaute Wandergitarre. Zur Vervollständigung wäre noch die viersaitige Tenorgitarre zu nennen.

## Resonatorgitarre

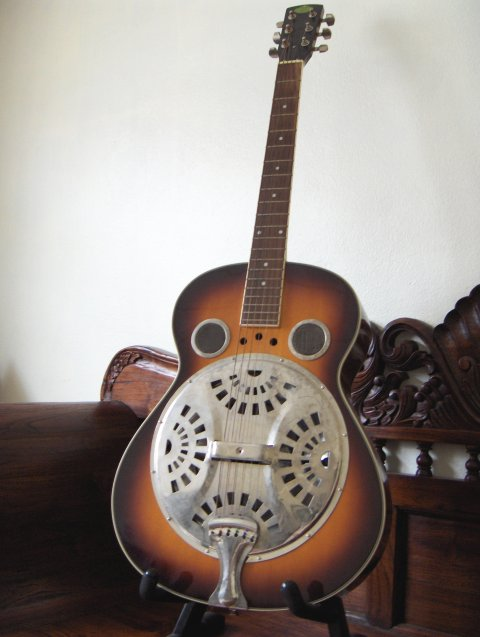
Resonatorgitarre

Die Resonatorgitarre, oft auch Dobro genannt, ist eine Stahlsaitengitarre mit einem (Single-cone) oder drei (Tri-cone) mechanischen Lautsprechern aus Metall im Inneren des Korpus. Die Saiten geben ihre Schwingungen über den mit dem Resonator/mit den Resonatoren verbundenen Steg an den Konus weiter und setzen das System in Schwingung. Durch diese Konstruktion gehört sie zu den lautesten unverstärkten Gitarren. Häufig ist der Korpus dieser Gitarren aus Metall gefertigt.

## Bassgitarre

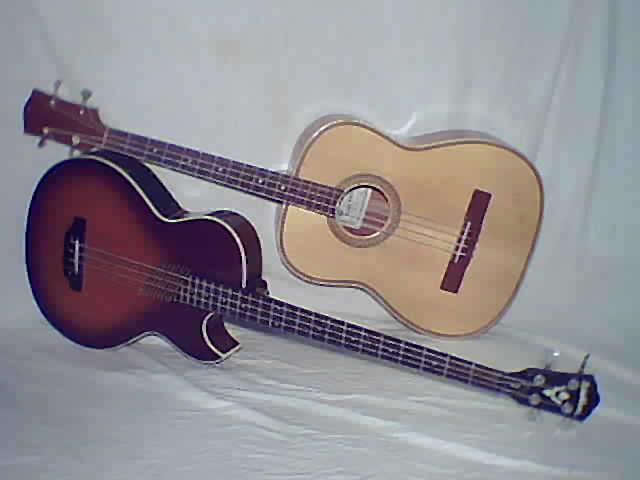
Zwei akustische Bassgitarren

Die (sechssaitige) Bassgitarre ist eine Oktave tiefer gestimmt als die (geläufige) Primgitarre. Häufiger ist jedoch mit Bassgitarre die viersaitige Akustische Bassgitarre gemeint, die üblicherweise wie der Kontrabass in Quarten gestimmt wird (‚E – ‚A – D – G). Exemplare mit fünf oder sechs Saiten verfügen über eine zusätzliche tiefe Saite (H) oder/und eine zusätzliche höhere Saite (c). Selten besitzen Bassgitarren auch sieben Saiten, bei solchen Exemplaren handelt es sich meist um Sonderanfertigungen. Auch akustische Bassgitarren können mittels elektromagnetischen und piezoelektrischen Tonabnehmern elektrisch verstärkt werden. Aufgrund der Vielzahl der Bauformen (Voll- oder Halbresonanzkorpus, unterschiedliche Zargenhöhen) sind bei diesen Instrumenten die Grenzen zum E-Bass fließend.